# Kirchdorf (Bassa Sassonia)
Kirchdorf è un comune di 2.044 abitanti della Bassa Sassonia, in Germania.
Appartiene al circondario (Landkreis) di Diepholz (targa DH) ed è parte della comunità amministrativa (Samtgemeinde) di Kirchdorf.

## Geografia antropica

### Suddivisioni amministrative
Oltre al capoluogo (Kirchdorf), il territorio comunale comprende anche le frazioni di Kuppendorf e Scharringhausen.